# Hauset
Hauset és un nucli del municipi de Raeren, situat a la vall del Geul, a la comunitat de parla alemanya de Bèlgica. És principalment un poble dormitori.
El primer esment escrit bosch von Hoisoit data del 1266. El poble es va originar entre 1150 i 1250 quan molts parts de l'Hertogenwald, un vast bosc, fins aleshores impenetrable, van ser desemboscades per a crear terres de conreu.
Hauset pertanyia al jutjat de Walhorn dins del ducat de Limburg, que després de la Batalla de Worringen el 1288 va ser annexionat al ducat de Brabant, del qual va seguir les vicissituds fins que el ducat va ser suprimit en aplicació de la reforma administrativa després de la revolució francesa. El 1676, el territori va sortir de la parròquia de Walhorn i es va integrar a la d'Eynatten. L'administració francesa va crear el municipi d'Hergenrath del qual Hauset feia part.
Després del congrés de Viena del 1815 va esdevenir territori prussià. L'administració prussiana va fer-ne un municipi autònom el 1846 que va tornar a fusionar amb Hergenrath el 1877. Al Tractat de Versalles de 1919, el territori va escaure a Bèlgica. Tot just abans l'arribada dels alemanys a la Segona Guerra Mundial, l'exèrcit belga va fer volar el Hammebrücke, el pont ferroviari estratègica que connecta Lieja amb la regió del Ruhr. Els alemanys el van reconstruir i tornar a fe volar el 1944 quan es van retirar del país ocupat. Va ser reconstruït altra vegada. Aquest pont va ser reemplaçat en fases des del 1998, per poder acceptar trens d'alta velocitat.
De 1940 a 1945, Alemanya va ocupar el territori que el 1945 va tornar a Bèlgica.

## Llocs d'interès
- El pont ferroviari Hammerbrücke
- La masia Hof Hick també anomenada Gut Grosshaus, al lloc de l'antic castell fortificat

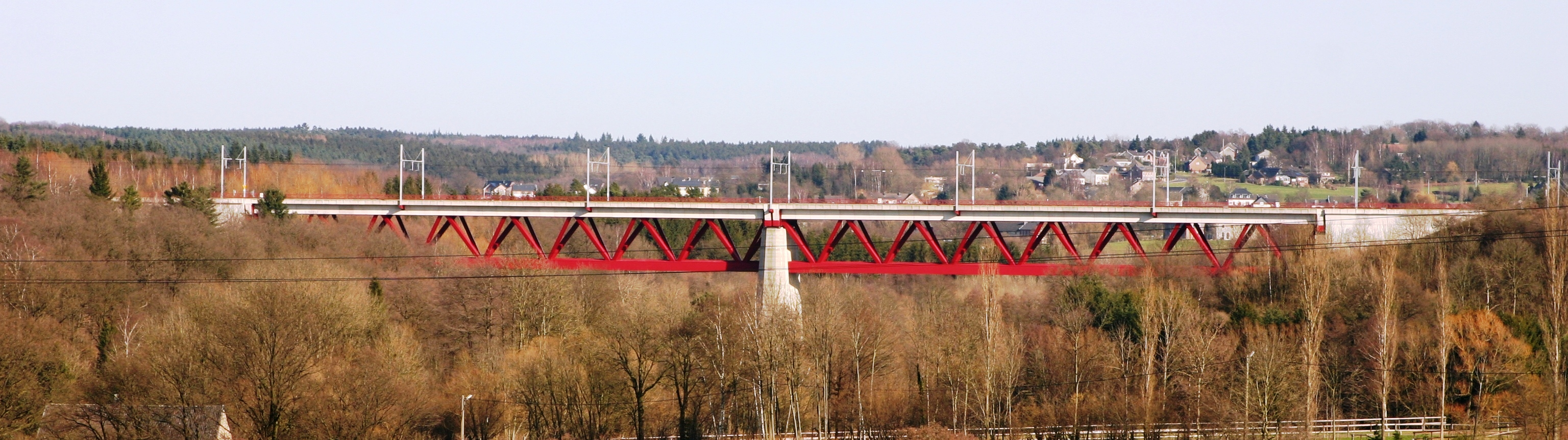
Hammerbrücke
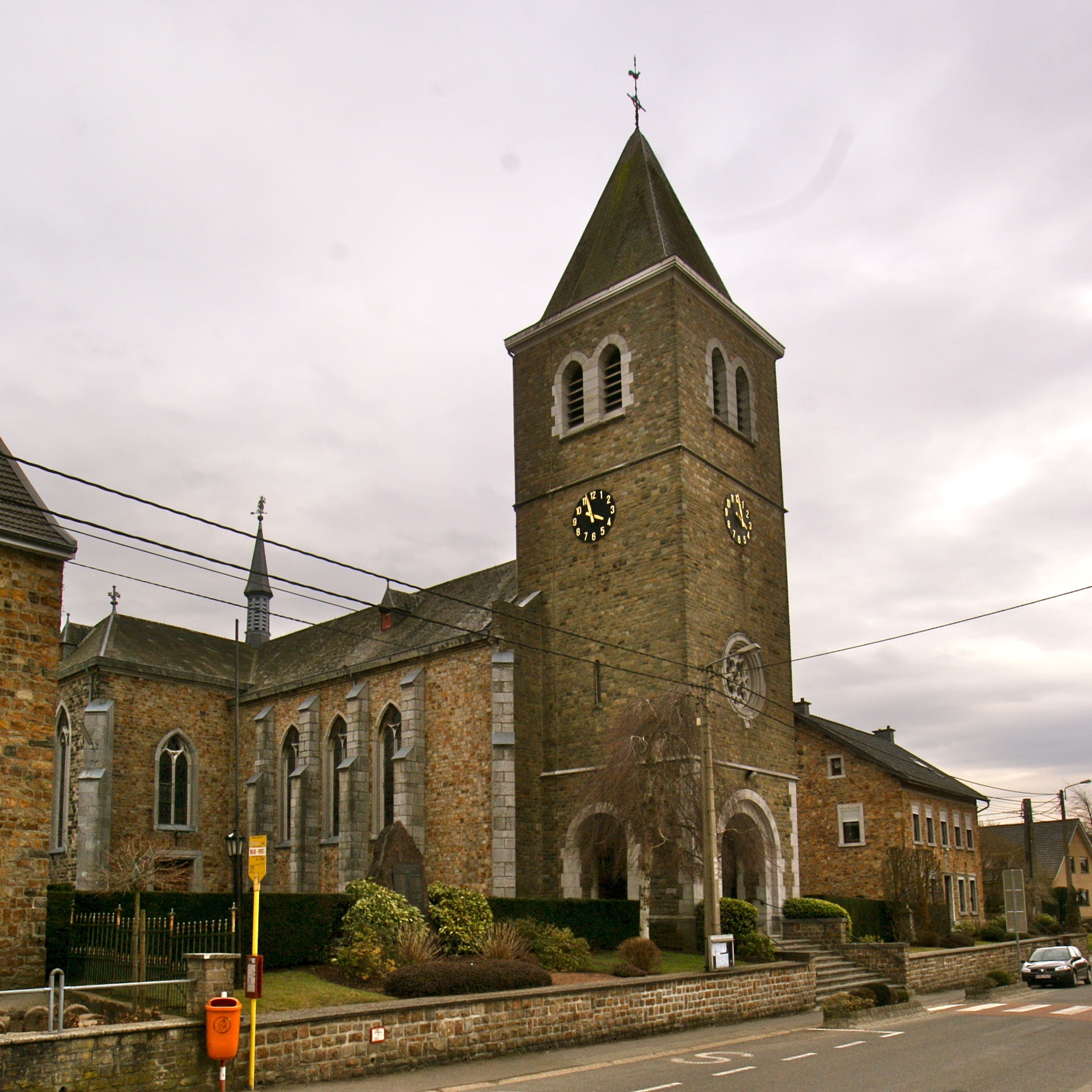
Església de Roc de Montpeller de 1857 mida|90%|campanar de 1960
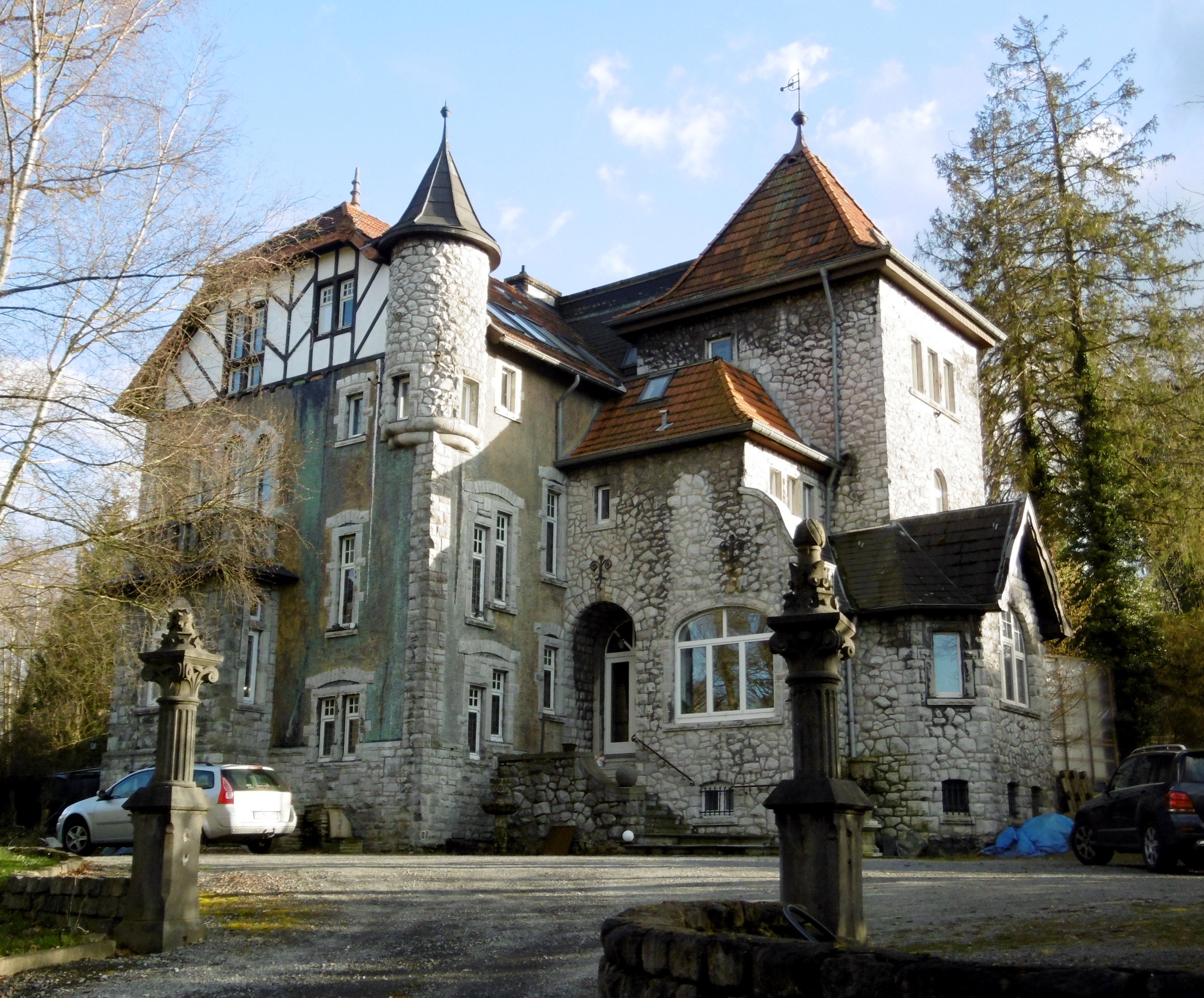
Acadèmia del pintor Rafael Ramírez